# Moenkhausia metae
Moenkhausia metae är en fiskart som beskrevs av Eigenmann 1922. Moenkhausia metae ingår i släktet Moenkhausia och familjen Characidae. Inga underarter finns listade i Catalogue of Life.